# 모토로라 아트릭스
모토로라 아트릭스(영어: Motorola Atrix 4G MB86x)는 모토로라 모빌리티에서 제조/판매하는 안드로이드 스마트폰이다. 출시당시 안드로이드 2.2 프로요를 탑재하였다.

## 제품명
본제품명은 모토로라 아트릭스 4G이다. 4G는 미국에서 4세대 이동통신망을 지원하기 때문에 사용하는 이름이며, 그로인해 대한민국에는 아트릭스로 출시되었다. 제품코드는 MB86x이며 x자리에는 통신사에 따라 SK텔레콤일경우 0이 들어가며, KT일 경우에는 1이 들어가게 된다.

## 출시국가

### 표준모델
- 대한민국

그 외 다수 국가

### LTE모델
- 미국
- 캐나다
- 영국

그 외 여러 국가들

## 색상
- 프리미엄 블랙

## 웹탑
아트릭스는 우분투 모토롤라에서 기반 '웹탑'응용 프로그램을 지원하는 첫 번째 장치이다. 휴대전화를 도킹 스테이션 또는 HD 멀티미디어 독을 통해 외부 디스플레이에 접속할 때 아트릭스는 웹탑 응용 프로그램을 실행하게 된다. 일반적인 데스크탑 우분투와 유사한 사용자 인터페이스를 제공 웹탑 모드에서는, 휴대전화와 같은 외부 디스플레이에서 여러 응용 프로그램을 실행할 수 있다. 예로 파이어 폭스 웹 브라우저, SNS 클라이언트와 같은 화면의 전체 액세스를 사용할 수 있는 '모바일보기'응용 프로그램도 지원된다. 웹탑 기기능중 하나인 웹탑 독(WebTop Dock)과 거실의 TV로 미디어 감상이나 인터넷을 쓸 수 있게 해주는 HD 멀티미디어 독이 국내에서는 별도 옵션으로 판매한다.

## 성능
대한민국에는 SK텔레콤과 KT에서 2011년 4월 3일에 동시에 출시했다. 테그라2 1 GHz 듀얼 프로세서를 장착해 그동안 출시된 모토로라 제품 중에서 속도가 가장 빠르다.

## 같이 보기
- 모토로라 줌
- 갤럭시 넥서스
- 스마트폰 비교
- LG 옵티머스 2X
- 삼성 갤럭시 R
- 모토로라 포톤 4G